# Rebordaos (Saviñao)
Rebordaos (llamada oficialmente Santalla de Rebordaos) es una parroquia española del municipio de Saviñao, en la provincia de Lugo, Galicia.

## Otras denominaciones
La parroquia también es conocida por el nombre de Santa Eulalia de Rebordaos.

## Límites
Limita con las parroquias de San Victorio de Ribas de Miño y Villaesteva al norte, Vilelos al este, Ribas de Miño y San Félix de Asma al sur, y Pesqueiras y Sabadelle al oeste.

## Organización territorial
La parroquia está formada por veinte entidades de población, constando trece de ellas en el nomenclátor del Instituto Nacional de Estadística español:

### Entidades de población
Entidades de población que forman parte de la parroquia:
- A Barxa
- A Bugalla
- A Chousa
- A Lagoa
- A Porta
- A Torre
- Bexe
- Casa de Sa
- Caxerigo
- O Castro
- Outeiro
- Pacios
- Peago (O Piago)
- Pudio
- Pulledo
- Salgueiriños
- Vilanova

### Despoblados
Despoblados que forman parte de la parroquia:
- A Candaira
- Gudín
- Liñares

## Demografía
| Gráfica de evolución demográfica de Rebordaos entre 2000 y 2021 |
|                                                                 |
| Datos según el nomenclátor publicado por el INE.                |

## Lugares de interés
- Iglesia de Santalla de Rebordaos.
- Torre de A Candaira, del siglo XII.